# Zalantun
Zalantun (tiếng Mông Cổ: Zalantun hay Zalan-ail) (tiếng Trung: 扎兰屯; bính âm: Zhālántún, Hán Việt: Trát Lan Đồn), từng được gọi trong tiếng Mãn là Jalan Ail hay Jalan Tun, là một thành phố cấp huyện của địa cấp thị Hulunbuir (Hô Luân Bối Nhĩ), khu tự trị Nội Mông Cổ, Trung Quốc. Dân số khu vực trung tâm đô thị của thành phố là khoảng 132.408 người. Thành phố nằm ở phía đông bắc của khu tự trị, thuộc phía đông nam của dãy Đại Hưng An Lĩnh.
Khu vực thành phố ngày nay từng được bết đến với tên gọi Bố Đặc Cáp (tiếng Trung: 布特哈; bính âm: Bùtèhā), và thành phố bắt đầu trở thành một trung tâm hành chính từ thời Khang Hy. Năm 1929, Bố Đặc Cáp được đổi tên thành huyện Nhã Lỗ ({{zh|s= 雅鲁县|p= Yǎlǔ Xiàn) theo một dòng sông cùng tên, đến năm 1933 khu vực này được gọi là kỳ Trát Lan Đồn (tiếng Trung: 扎兰屯旗; bính âm: Zhālántún Qí). Năm 1983, Zalantun trở thành một thành phố của địa cấp thụh Hulunbuir
Kinh tế của Zhalantun dựa chủ yếu vào du lịch và nông lâm nghiệp. Tuyến đường sắt Cáp Nhĩ Tân-Mãn Châu Lý đi qua khu vực thành phố. Các loại nông sản chính của thành phố là lúa mì, đỗ tương, ngô, chăn nuôi cừu, ngựa cùng các loài gia súc khác. Thành phố cũng có các cơ sở sản xuất giấy, đường và len. Nhiệt độ trung bình của thành phố là 2 °C còn lượng mưa bình quân năm là 480mm. Phần tây bắc của thành phố là các khu rừng nguyên sinh của dãy Đại Hưng An Lĩnh.

## Hành chính

### Nhai đạo
| - Hưng Hoa (兴华街道) - Chính Dương (正阳街道) - Phồn Vinh (繁荣街道) - Hướng Dương (向阳街道) | - Thiết Đông (铁东街道) - Hà Tây (河西街道) - Cao Đài Tử (高台子街道) |

### Trấn
| - Ma Cô Khí (磨菇气镇) - Hạo Nhiêu Sơn (浩饶山镇) - Oa Đê (洼堤镇) | - Ngọa Ngư Hà (卧牛河镇) - Thành Cát Tư Hãn (成吉思汗镇) - Đại Hà Loan (大河湾镇) |

### Hương dân tộc
- Hương dân tộc Đạt Oát Nhĩ (Daur) (达斡尔民族乡)
- Hương dân tộc Ngạc Xuân Luân (Oroqen) (鄂伦春民族乡)
- Hương dân tộc Ngạc Ôn Khắc (Evenk) Tát Mã Nhai (萨马街鄂温克民族乡)

## Khí hậu
| Dữ liệu khí hậu của Zhalantun            | Dữ liệu khí hậu của Zhalantun | Dữ liệu khí hậu của Zhalantun | Dữ liệu khí hậu của Zhalantun | Dữ liệu khí hậu của Zhalantun | Dữ liệu khí hậu của Zhalantun | Dữ liệu khí hậu của Zhalantun | Dữ liệu khí hậu của Zhalantun | Dữ liệu khí hậu của Zhalantun | Dữ liệu khí hậu của Zhalantun | Dữ liệu khí hậu của Zhalantun | Dữ liệu khí hậu của Zhalantun | Dữ liệu khí hậu của Zhalantun | Dữ liệu khí hậu của Zhalantun |
| Tháng                                    | 1                             | 2                             | 3                             | 4                             | 5                             | 6                             | 7                             | 8                             | 9                             | 10                            | 11                            | 12                            | Năm                           |
| ---------------------------------------- | ----------------------------- | ----------------------------- | ----------------------------- | ----------------------------- | ----------------------------- | ----------------------------- | ----------------------------- | ----------------------------- | ----------------------------- | ----------------------------- | ----------------------------- | ----------------------------- | ----------------------------- |
| Cao kỉ lục °C (°F)                       | 4.3 (39.7)                    | 11.7 (53.1)                   | 22.1 (71.8)                   | 30.7 (87.3)                   | 38.0 (100.4)                  | 40.2 (104.4)                  | 40.1 (104.2)                  | 35.2 (95.4)                   | 35.5 (95.9)                   | 29.7 (85.5)                   | 17.0 (62.6)                   | 5.9 (42.6)                    | 40.2 (104.4)                  |
| Trung bình ngày tối đa °C (°F)           | −11.0 (12.2)                  | −5.5 (22.1)                   | 2.3 (36.1)                    | 12.7 (54.9)                   | 20.9 (69.6)                   | 26.0 (78.8)                   | 27.1 (80.8)                   | 25.7 (78.3)                   | 20.0 (68.0)                   | 11.0 (51.8)                   | −1.3 (29.7)                   | −9.7 (14.5)                   | 9.9 (49.7)                    |
| Trung bình ngày °C (°F)                  | −16.5 (2.3)                   | −12.0 (10.4)                  | −4.1 (24.6)                   | 6.0 (42.8)                    | 14.0 (57.2)                   | 19.6 (67.3)                   | 21.7 (71.1)                   | 19.8 (67.6)                   | 13.1 (55.6)                   | 4.3 (39.7)                    | −7.2 (19.0)                   | −14.9 (5.2)                   | 3.7 (38.6)                    |
| Tối thiểu trung bình ngày °C (°F)        | −20.8 (−5.4)                  | −17.0 (1.4)                   | −9.7 (14.5)                   | −0.3 (31.5)                   | 7.1 (44.8)                    | 13.7 (56.7)                   | 17.1 (62.8)                   | 15.1 (59.2)                   | 7.6 (45.7)                    | −1.1 (30.0)                   | −11.8 (10.8)                  | −19.1 (−2.4)                  | −1.6 (29.1)                   |
| Thấp kỉ lục °C (°F)                      | −34.7 (−30.5)                 | −34.5 (−30.1)                 | −26.7 (−16.1)                 | −14.2 (6.4)                   | −6.3 (20.7)                   | 2.8 (37.0)                    | 8.0 (46.4)                    | 1.6 (34.9)                    | −5.7 (21.7)                   | −15.9 (3.4)                   | −25.3 (−13.5)                 | −34.5 (−30.1)                 | −34.7 (−30.5)                 |
| Lượng Giáng thủy trung bình mm (inches)  | 1.6 (0.06)                    | 2.0 (0.08)                    | 5.0 (0.20)                    | 21.9 (0.86)                   | 36.2 (1.43)                   | 89.0 (3.50)                   | 160.4 (6.31)                  | 119.6 (4.71)                  | 40.1 (1.58)                   | 16.5 (0.65)                   | 4.3 (0.17)                    | 4.7 (0.19)                    | 501.3 (19.74)                 |
| Số ngày giáng thủy trung bình (≥ 0.1 mm) | 2.2                           | 2.4                           | 3.3                           | 4.9                           | 7.9                           | 13.8                          | 15.7                          | 13.2                          | 9.4                           | 4.5                           | 3.1                           | 3.9                           | 84.3                          |
| Độ ẩm tương đối trung bình (%)           | 58                            | 51                            | 43                            | 41                            | 42                            | 60                            | 72                            | 72                            | 61                            | 52                            | 55                            | 61                            | 56                            |
| Nguồn:                                   |                               |                               |                               |                               |                               |                               |                               |                               |                               |                               |                               |                               |                               |

## Giao thông
Sân bay Thành Cát Tư Hãn Trát Lan Đồn được mở cửa vào tháng 12 năm 2016.